# Камино, Герардо да
Герардо III да Камино (итал. Gherardo III da Camino; 1240/1250 — 1306) — сеньор Тревизо в 1283—1305 годах. Сын Бьянкино II да Камино и его жены Индии да Кампозампьеро.

## Биография
С 1266 года сеньор Фельтре и Беллуно (получил эти города от епископа Адальджерио ди Виллальта в пожизненное управление). В 1274 году наследовал отцу в качестве сеньора Камино.
В 1283 году (15 ноября), воспользовавшись обострением борьбы гвельфов и гибеллинов, захватил власть в Тревизо, изгнав из города своего главного противника — Герардо де Кастелли, и ещё около ста человек. После этого передал Камино и Одерцо своим родственникам и союзникам Тольберто III и Бьянкино VI да Камино (который в 1291 году уступил Венеции Мотта ди Ливенца).
Правление Герардо III в Тревизо было мирным. В 1305 году он, к тому времени больной и одряхлевший, передал власть старшему сыну — Риццардо.
Герардо III умер в марте 1306 года и был похоронен, по его желанию, в мраморном ковчеге у двери ризницы церкви Сан Франческо в Тревизо.
Упоминается в «Божественной комедии» Данте как «добрый Герардо» («Чистилище», Песнь XVI, стихи 121—140).
Первая жена — Кьяра делла Торре. От неё дочь:
- Гайя (1270—1311), поэтесса.

Вторая жена — Альса де Виваро. Дети:
- Беатриса (ум. 1321), жена Генриха III, графа Горицы
- Риццардо IV (1274—1312), сеньор Тревизо
- Гвечеллоне VII (1275—1324), сеньор Тревизо.